# Jesse Owens
James Cleveland „Jesse” Owens (Oakville, Alabama, 1913. szeptember 12. – Tucson, Arizona, 1980. március 31.) négyszeres olimpiai bajnok amerikai atléta.
Szegény fekete család második gyermekeként született. Rajta kívül még tíz testvérét kellett szüleinek eltartania. Hamar felfigyeltek páratlan tehetségére. 1932-ben még kiszorult az amerikai válogatottból. 1935 májusában már egyetlen napon 5 világcsúcsot ért el. Távolugrásban 813 cm-t ugrott, amit évtizedekig nem döntöttek meg.

## 1936-os olimpia, Berlin
A berlini olimpiai játékokon 4 aranyérmet szerzett:
- - 100 méteres síkfutás: 10,4 mp
  - 200 méteres síkfutás: 20,7 mp
  - 4 × 100 méteres váltófutás (Jesse Owens, Ralph Metcalfe, Foy Draper, Frank Wykoff): 39,8 mp
  - távolugrás: 806 cm

Az 1936-os berlini olimpián hátszéllel világcsúcsnál jobb eredményt futott 100 méteren (10,3 mp). Olimpiai rekorddal nyerte a döntőt, a 200 méteres síkfutást és a távolugrást. A 4 × 100 méteres váltót – Metcalfe, Drager és Wyhoff társaságában – 39,8 mp-cel nyerték meg.
Arca nagy önbizalmat árult el, győzelmét biztosra vette, és akkor sem látszott rajta izgalomnak nyoma, amikor a távolugrás döntőjében, a negyedik ugrásnál a lipcsei Long utolérte. Nyilván érezte, hogy van még tartalék izmos lábában, s csakugyan volt. Utolsó kísérletével – bár valamivel világrekordja mögött – újból átjutott a bűvös 8 méteres határon.

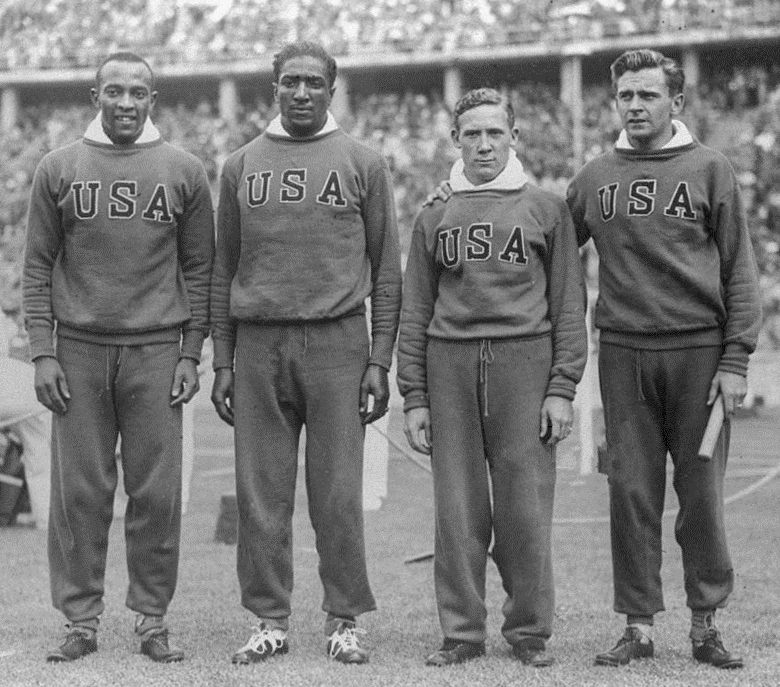
A 4x100 méteres amerikai férfi síkfutó váltó csapata az 1936-os olimpián Berlinben, Jesse Owens, Ralph Metcalfe, Foy Draper és Frank Wykoff

A verseny után a fotósok kedvéért ugrott még egy ráadást. Ekkor 8 méter 20 centit ugrott, ami jobb volt, mint a fennálló világcsúcs. Fekete bőrű atlétaként a fajüldöző Németországban a sport és az egyenrangúság hősévé vált.
A későbbiekben profinak szegődött. Különböző cirkuszokban ugrott 830 centimétert is távolba, és ki tudja, még hány – nem hiteles – világcsúcsot futott emberek és lovak ellen.
Owens 32 éves korától erős dohányos volt. 1979-ben tüdőrákot diagnosztizáltak nála; 1980-ban, 66 évesen meghalt.